# 323 Brucia
323 Brucia (/ˈbruːsiə/ brew'-see-ə, hoặc /ˈbruːʃə/ brew'-shə) là một tiểu hành tinh kiểu quang phổ S, ở vành đai chính.
Đây là tiểu hành tinh đầu tiên được phát hiện bằng phương pháp chụp hình thiên thể (astrophotography), đồng thời cũng là tiểu hành tinh đầu tiên trong số trên 200 tiểu hành tinh được phát hiện bởi Max Wolf, người tiên phong trong việc khám phá các thiên thể bằng phương pháp chụp hình.
Tiểu hành tinh này được phát hiện năm 1891, và được đặt theo tên Catherine Wolfe Bruce, để vinh danh người phụ nữ bảo trợ cho Thiên văn học, người đã tặng 10.000 dollar Mỹ, để làm kính viễn vọng được Wolf sử dụng.
Tiểu hành tinh này cũng là một tiểu hành tinh đi ngang qua Sao Hỏa.